# José Gregorio Bello Porras
José Gregorio Bello Porras (Caracas, Venezuela, 13 de marzo de 1953) es un escritor, psicólogo y comunicador social venezolano.

## Biografía
Realiza estudios de Filosofía en el Seminario Interdiocesano de Caracas (1970-1972). Culmina sus estudios de Psicología en la Universidad Católica Andrés Bello (1982) y de Comunicación Social en la Universidad Central de Venezuela (1985).
Participó en el taller literario del Centro de Estudios Latinoamericanos Rómulo Gallegos (CELARG) en dos oportunidades (1976 y 1977) publicando su primer libro Andamiaje (1977) en ese centro de estudios.
Ha sido un amante de la fotografía, arte que le valió diversas distinciones desde 1973, dedicándose durante algún tiempo a ella, como aficionado y luego como parte de su profesión de comunicador social.
Posteriormente, se aplicó a la fotografía conceptual, expresada especialmente en la crítica fotográfica, ejercida en la revista “Encuadre” del Consejo Nacional de la Cultura (CONAC) entre los años 1987 a 1991. También desarrollo los textos de varios catálogos de exposiciones de fotografía.
En el campo de la psicología ha ejercido su profesión en el área pública, dedicándose durante más de doce años (1982-1994) a la atención de personas necesitadas de apoyo en sectores populares de la capital venezolana, así como en el área de la educación no formal en el Instituto Nacional de Capacitación Educativa (INCE) donde constituyó parte del equipo que llevó a cabo el proyecto de Atención Integral al Participante.
Posteriormente, en 1994, se dedicó al área de recursos humanos, ingresando en el Concejo del Municipio Bolivariano Libertador donde llega a encargarse de la coordinación de la División de Adiestramiento y Desarrollo (2003-2008).
Paralelamente, desde 1990, ha desarrollado y dictado diversos cursos y talleres sobre autorrealización o crecimiento personal, así como para la actualización de numerosas competencias profesionales y humanas. Sus talleres abarcan temas desde la autoestima hasta el desarrollo Supervisorio, bajo un enfoque humanístico.
En el área de la comunicación social ha sido guionista y productor de programas radiales tales como  Psicología a tu Alcance  (1990-1992)  Psicología bajo cuerda  (1991) y  Ciencias para la Vida , un espacio diario transmitido en Radio Nacional de Venezuela (2004-2005).
Igualmente, fue miembro del Consejo Consultivo y colaborador del periódico humorístico El Diablo de Caracas entre 1993 y 1995.
Ha sido guionista audiovisual y escritor colaborador para la Fundación Edumedia, en temas que vinculan la educación, la psicología y la comunicación social entre los años 2005 al 2007.
En la literatura se ha dedicado a diversos géneros: la narrativa, tanto para adultos como para niños y jóvenes, la poesía, el ensayo, los libros de divulgación psicológica, libros escolares de texto, diccionarios especializados y biografías.
Su actividad dentro de la literatura le ha valido diversas distinciones, así como la participación en diversos eventos. Ha sido jurado en el Premio Municipal de Literatura, Mención Investigación Literaria (2007), fue escritor invitado al X Encuentro de Escritores Venezolanos en la Universidad de Salamanca, España en 2004, jurado en el Concurso de Cuentos del diario El Nacional (1990), entre otros.

## Obra escrita

### Narrativa
- 1977 -  Andamiaje  - relatos - Colección Voces Nuevas - CELARG - Caracas.
- 1980 -  Un Largo Olor a Muerto  - relatos - Editorial Equinoccio - U.S.B - Sartenejas.
- 1990 -  Cuerpo de papel  - relatos (inédito) - Caracas.
- 1998 -  Pequeños Monstruos Felices  - relatos (inédito) - Caracas.
- 1999 -  Consejos Inútiles  - (inédito) - Caracas.
- 2000 -  La estupidez , relatos, (inédito) - Caracas.
- 2002 -  El Niño de la Casa  - novela (Inédito) - Caracas.
- 2006 -  Náufragos en la Calle  - relatos (inédito) - Caracas.
- 2006 -  Salvajes y Domésticos  - relatos - Editorial La Rana y el Perro - Ministerio de la Cultura - Caracas.
- 2008 -  Testimonios desde el Umbral  - relatos (inédito) - Caracas.
- 2013 -  Vigilia de sueños - relatos - Fondo Editorial El Perro y la Rana, Caracas, 2013
- 2013 -  Náufragos en la calle - relatos - Monte Ávila Editores Latinoamericana, Caracas, 2013
- 2013 -  Sebastian y el secreto de la momia - novela - Zoacuario - colección Elé - Quito, Ecuador, 2013

### Poesía
- 2000 -  Aliento de las Palabras  (inédito) - Caracas.
- 2002 -  Vísceras Públicas  (inédito) - Caracas.
- 2003 -  Eternos Pasajeros  (inédito) - Caracas.
- 2003 -  Espacios Temporales  (inédito) - Caracas.
- 2004 -  Acaso el Silencio  (inédito) - Caracas.
- 2005 -  Textos del Desencanto  (inédito) - Caracas.
- 2006 -  Breve Pesadumbre  (inédito) - Caracas.
- 2007 -  Lleno de ausencias  (inédito) - Caracas.
- 2008 -  El paso de la serpiente (inédito) - Caracas.
- 2009 -  Vacío optimismo (inédito) - Caracas.
- 2010 -  Extensa brevedad (inédito) - Caracas.
- 2010 -  En el inicio de la vida (inédito) - Caracas.
- 2011 -  Instantáneos (inédito) - Caracas.
- 2012 - Álbum de Haikú (inédito) - Caracas. Caracas.

### Psicología
- Medición de la Autoestima en dos muestras de Alcohólicos Anónimos , U.C.A.B., Caracas, 1982. (En colaboración con Espinoza Astudillo, Héctor)
- Reinserción Social del consumidor Intensificado de sustancias que generan dependencia , Caracas, M.S.A.S., 1985.

### Textos escolares
- Psicología , 1.er año Educación Media Diversificada y Profesional, Editorial Actualidad Escolar 2000, Caracas, 2003.
- Filosofía , 2º año Educación Media Diversificada y Profesional, Editorial Actualidad Escolar 2000, Caracas, 2004.

### Autoayuda
- Quererse es Poder, manual práctico para desarrollar la autoestima , Editorial Panapo, Caracas, 1996.
- Armonía Espiritual , Editorial Panapo, Caracas, 1996.
- El Poder está en ti , Editorial Panapo, Caracas, 1996.
- La Felicidad del Alma , Editorial Panapo, Caracas, 1996.
- Meditaciones para ser Feliz , Editorial Panapo, Caracas, 1996.
- Minutos de Optimismo , Editorial Panapo, Caracas, 1996.
- Minutos Metafísicos , Editorial Panapo, Caracas, 1996.
- Oraciones para Sanar , Editorial Panapo, Caracas, 1997.
- Metafísica, una guía de Autoayuda , Editorial Panapo, Caracas, 1997.
- La Vida, sus valores reales , Editorial Panapo, Caracas, 1997.
- Oraciones de Prosperidad , Editorial Panapo, Caracas, 1997.
- Frases de Poder , Editorial Panapo, Caracas, 1997.
- Un Instante de Felicidad , Editorial Panapo, Caracas, 1997.
- Motivación en tu vida , Editorial Panapo, Caracas, 1997.
- Qué es la Metafísica , Editorial Panapo, Caracas, 1997.
- Comunicación en tu vida, Editorial Panapo , Caracas, 1997.
- Rupturas Felices, una guía para las separaciones necesarias , Editorial Panapo, Caracas, 1997.
- Sanación Metafísica , Editorial Panapo, Caracas, 1997.
- Éxito en tu vida , Editorial Panapo, Caracas, 1997.
- Siete leyes Metafísicas , Editorial Panapo, Caracas, 1997.
- Un Regalo Maravilloso , Editorial Panapo, Caracas, 1997.
- Zonas Erróneas en tu vida , Editorial Panapo, Caracas, 1997.
- Eterna Prosperidad , Editorial Panapo, Caracas, 1997.
- Tú y la Prosperidad , Editorial Panapo, Caracas, 1997.
- Oración y fe , Editorial Panapo, Caracas, 1997.
- El Poder de la Oración , Editorial Panapo, Caracas, 1997.
- Reflexiones Metafísicas , Editorial Panapo, Caracas, 1997.
- Oraré por Ti , Editorial Panapo, Caracas, 1997.
- Segundos de Optimismo , Editorial Panapo, Caracas, 1997.
- Manual de Oraciones , Editorial Panapo, Caracas, 1997.
- Poder Personal , Editorial Panapo, Caracas, 1998.
- Reflexiones Maravillosas , Editorial Panapo, Caracas, 1998.
- Momentos Excepcionales , Editorial Panapo, Caracas, 1998.
- Amor a tu alcance , Editorial Panapo, Caracas, 1998.
- Felicidad a tu alcance , Editorial Panapo, Caracas, 1998.
- Optimismo a tu alcance , Editorial Panapo, Caracas, 1999.
- Triunfo a tu alcance , Editorial Panapo, Caracas, 1999.
- Valores Esenciales para la Vida en Familia y en Comunidad , Biblioteca Básica Temática, CONAC, Caracas, 2004 (1.000.000 de ejemplares)
- Nuestra Señora de Coromoto, Historia y Devoción , Panapo, Caracas, 2007
- Comunicación Poderosa con PNL , Panapo, Caracas, 2008
- Valores para construir una Ética , Panapo, Caracas, 2008

### Ensayo biográfico
- Thea Segall. Una Mirada a la Luz de Venezuela , Colección Premios Nacionales, Ministerio de la Cultura, Fondo Editorial El Perro y la Rana, Caracas 2011.
- Jacobo Penzo: Autor de Cine , Colección Premios Nacionales, Ministerio de la Cultura, Editorial La Rana y el Perro, Caracas 2008.

### Diccionarios
- Diccionario de Educación , Panapo, Caracas, 2008.
- Diccionario de Psicología , Panapo, Caracas, 2008.

### En antología
- Ciencia Ficción Venezolana , Colección Libros de Hoy, El Diario de Caracas, 1979.
- Narradores de El Nacional , Monte Ávila Editores, Caracas, 1992.
- Violeta Rojo: La Minificción en Venezuela, Ed. Pedagógica Nacional, Bogotá, 2004
- Mínima Expresión, una muestra de la minificción venezolana Compilación y notas de Violeta Rojo, Editorial Fundación para la Cultura Urbana, Caracas, 2010
- Velas al Viento, los microrrelatos de la Nave de los Locos, selección y prólogo de Fernando Valls,  Editorial Cuadernos del Vigía, Granada, 2010.

## Reconocimientos
- Orden Diego de Lozada  en su 1.ª. Clase, Municipio Libertador, Caracas, 1992.
- Honor al Mérito, Federación de Psicólogos de Venezuela , Caracas, 1992.
- Premio del Concurso de Cuentos del diario El Nacional , Caracas, 1989.
- Premio Bienal Literaria Universidad Central de Venezuela , Caracas, 1980.
- Premio del Concurso de Cuentos de la Escuela de Educación de la Universidad de Carabobo , Valencia, 1976.
- Mención,  concurso Latinoamericano de Cuentos del diario Provincia , Cumaná, 1976.
- Mención,  Concurso de Cuentos del diario El Nacional , Caracas, 1975.
- Segundo Premio,  Salón Nacional de Arte Fotográfico , Maracaibo, 1973.
- Segundo Premio,  Concurso de Fotografía, U.C.A.B. , Caracas, 1975.
- Tercer Premio,  concurso de Fotografía XXVII aniversario A.V.P. Seccional Miranda , Los Teques, 1974.
- Primera Mención,  Salón Nacional de Arte Fotográfico , Barquisimeto, 1974.